# Christoph Hegenbart
Christoph Hegenbart (* 12. Februar 1986) ist ein deutscher Fußballspieler.

## Karriere
Christoph Hegenbart landete im Sommer 2008 über die Stationen FC Memmingen und FC Kempten, für die er je in der Jugend und der ersten Mannschaft aktiv war, beim Landesligisten Freien TuS Regensburg. Dort schoss er in zwei Jahren 47 Tore und den Freien TuS 2010 in die Bayernliga. Durch seine Tore erweckte er das Interesse des Stadtrivalen und Drittligisten Jahn Regensburg, wohin er 2010 ablösefrei wechselte.
Aufgrund einer Verletzung kam er aber hauptsächlich in der zweiten Mannschaft des Jahn in der Landesliga zum Einsatz. Sein Debüt in der ersten Mannschaft feierte er bei seiner Einwechslung beim Spiel gegen den SV Babelsberg 03.
Christoph Hegenbart unterrichtet als Mathematik- und Sportlehrer am Kepler-Gymnasium Weiden und leitet dort den freiwilligen Wahlgang zur Ausbildung zum DFB-Junior-Coach.

## Erfolge
- Torschützenkönig der Landesliga Mitte 2010 mit 27 Toren für den Freien TuS Regensburg
- Aufstieg in die Bayernliga 2007 mit dem FC Kempten und 2010 mit dem Freien TuS.